# Município de Island Creek (condado de Jefferson, Ohio)
O município de Island Creek (em inglês: Island Creek Township) é um município localizado no condado de Jefferson no estado estadounidense de Ohio. No ano de 2010 tinha uma população de 10 546 habitantes e uma densidade populacional de 96,07 pessoas por km².

## Geografia
O município de Island Creek encontra-se localizado nas coordenadas 40° 24′ 52″ N, 80° 42′ 25″ O. Segundo o Departamento do Censo dos Estados Unidos, o município tem uma superfície total de 109.78 km², da qual 108,5 km² correspondem a terra firme e (1,17 %) 1,28 km² é água.

## Demografia
Segundo o censo de 2010, tinha 10 546 pessoas residindo no município de Island Creek. A densidade populacional era de 96,07 hab./km². Dos 10 546 habitantes, o município de Island Creek estava composto pelo 96,56 % brancos, o 1,73 % eram afroamericanos, o 0,09 % eram amerindios, o 0,34 % eram asiáticos, o 0,03 % eram de outras raças e o 1,26 % eram de uma mistura de raças. Do total da população o 0,55 % eram hispanos ou latinos de qualquer raça.